# Dispositivos de multimídia
Os  dispositivos de multimídia (português brasileiro) ou dispositivos de multimédia (português europeu) são equipamentos que criam uma interação entre o usuário e o microcomputador que ele opera.
Durante os anos 90 houve uma grande expansão no mercado de multi-midia para microcomputadores pessoais, a chegada de novos padrões de compactação sonora (MP3) e de compactação de vídeo (MPG, MP4, AVI etc.) tornaram então atrativos os "set's" de multimídia.
Hoje temos uma variedade de dispositivos enormes que englobam desde placas de som com diversos canais (compatíveis com padrões Dolbi-suround por exemplo) além de placas de vídeo de alta performance que reproduzem imagens em altas resoluções e com os efeitos mais modernos da indústria visual.